# Upplands runinskrifter 1055
Upplands runinskrifter 1055 är en försvunnen urnordisk ristad bildsten som funnits i Ramsjö, Björklinge socken och Uppsala kommun. Ristningen är rent ornamental och föreställer en ryttare i strid med tre drakliknande djur. Stenens höjd har varit omkring 1,15 meter och dess bredd cirka 0,9 meter.